# SC Amiens
Der Amiens Sporting Club ist ein französischer Fußballverein in  Amiens, Département Somme.
Am 6. Oktober 1901 wurde der Amiens Athlétic Club; gegründet; von 1961 bis 1989 hieß er Sporting Club d’Amiens und seither trägt er seinen aktuellen Namen. Die Vereinsfarben sind Weiß und Schwarz; die Ligamannschaft spielt im Stade de la Licorne, das eine Kapazität von 12.097 Plätzen aufweist.
Der Vereinspräsident ist Bernard Joannin; die erste Mannschaft wird seit Neujahr 2015 von Christophe Pélissier trainiert, der vorher acht Jahre lang maßgeblich zum Aufstieg des „Bergdorfklubs“ Luzenac Ariège Pyrénées beigetragen hatte.

## Ligazugehörigkeit
Im professionellen Bereich war und ist der Verein von 1933 bis 1952 und wieder seit 1993 aktiv. Erstklassig (Division 1, seit 2002 in Ligue 1 umbenannt) spielte der Klub während der inoffiziellen Kriegsmeisterschaften von 1941 bis 1943 sowie von 2017 bis 2020.

## Kader 2024/25
Stand: 29. Oktober 2024
| Nr. |                              | Position | Name              |
| --- | ---------------------------- | -------- | ----------------- |
| 1   | Frankreich                   | TW       | Régis Gurtner     |
| 2   | Mali                         | AB       | Mamadou Fofana    |
| 5   | England                      | AB       | Osaze Urhoghide   |
| 7   | Frankreich                   | ST       | Antoine Leautey   |
| 9   | Zentralafrikanische Republik | ST       | Louis Mafouta     |
| 10  | Marokko                      | ST       | Nordine Kandil    |
| 13  | Marokko                      | AB       | Mohamed Jaouab    |
| 14  | Frankreich                   | AB       | Sébastien Corchia |
| 16  | Frankreich                   | TW       | Alexis Sauvage    |
| 17  | Benin                        | ST       | Josué Chibozo     |
| 18  | Kongo Demokratische Republik | MF       | Messy Manitu      |
| 19  | Madagaskar                   | AB       | Rémy Vita         |
| 20  | Frankreich                   | MF       | Kylian Kaïboue    |

| Nr. |                | Position | Name               |
| --- | -------------- | -------- | ------------------ |
| 22  | Marokko        | ST       | Elyess Dao         |
| 23  | Guinea-a       | AB       | Abdourahmane Barry |
| 25  | Frankreich     | MF       | Owen Gene          |
| 26  | Frankreich     | ST       | Yvan Ikia Dimi     |
| 27  | Komoren        | MF       | Rayan Lutin        |
| 29  | Belgien        | MF       | Frank Boya         |
| 30  | Frankreich     | TW       | Mathieu Rongier    |
| 34  | Frankreich     | AB       | Siaka Bakayoko     |
| 39  | Marokko        | AB       | Amine Chabane      |
| 45  | Elfenbeinküste | MF       | Ibrahim Fofana     |
| 58  | Senegal        | MF       | Mactar Tine        |
| 94  | Frankreich     | ST       | Mathis Touho       |

## Erfolge
- Französischer Meister: Teilnehmer der Endrunde um die FFF-Landesmeisterschaft 1927
- Französischer Pokalsieger: Finalist 2001

## Bekannte Spieler in Vergangenheit und Gegenwart
- Fabrice Abriel
- Andy Carroll
- Célestin Delmer
- Roger Grava
- Ernest Libérati
- Paul Nicolas
- Amadou Rabihou
- Bakaye Traoré
- Urbain Wallet